# Extrospecção
A extrospecção consiste no uso de métodos científicos objetivos para estudar o comportamento e ambiente diretamente. Se opõe à introspecção que análise a si mesmo por exemplo refletindo sobre seus próprios comportamentos. Pode ser feita em campo e em laboratório.
Segundo Paul Ricoeur (1969): "a introspecção sozinha seria um estéril conflito de personalidades, de percepções subjetivas, onde a opinião substitui a lei, a literatura substitui a ciência e a intuição, a técnica." e por isso a extropecção é necessária para tornar a psicologia uma ciência respeitada.
Na extrospecção observador registra o comportamento da pessoa observada. Esta observação pode ser feita por várias pessoas, pode ser repetida e geralmente o observador procura influenciar o mínimo para evitar seu viés. É o único método aceito pela filosofia positivista de investigação do comportamento. 
O behaviorismo por se propôr a seguir o método mais cientificamente confiável e utilização apenas de fatos observáveis e registráveis utiliza frequentemente a extrospecção em seus experimentos considerando a introspecção um método não confiável. Mas não se trata de ignorar o interno. É importante ressaltar que mesmo o estudo do cérebro e outros órgãos internos pode ser feito através da extrospecção, por exemplo verificando a reação do cérebro a estimulações elétricas, e o behaviorismo radical leva em conta os estudos em neurobiologia em suas análises.
É frequente o uso de câmeras, fotografias, gravadores e anotações como forma de registrar a observação.